# Paranoia (novellebundel)
Paranoia is de tweede novellebundel van de Nederlandse schrijver Willem Frederik Hermans, in 1953 verschenen bij uitgeverij G.A. van Oorschot. De bundel telt zes stukken, waarvan vier verhalen eerder in tijdschriften verschenen waren. Gedurende het leven van de auteur behaalde de bundel zestien drukken. Daarnaast was de novelle Het behouden huis ook als zelfstandige uitgave van De Bezige Bij verkrijgbaar, die 26 drukken behaalde.

## Inhoud
De bundel bevat de volgende zes novellen:

### 'Manuscript in een kliniek gevonden'
De naamloze ik-verteller ligt met verband om zijn hoofd in een kliniek vanwege een explosie in zijn oor. Vanuit zijn kamer heeft hij uitzicht op een schoolplein, waar een eenzame jongen hem doet terugdenken aan zijn eigen schooltijd, twintig jaar eerder, waar hij voortdurend gepest werd.

### 'Het behouden huis'
Een partizaan betreedt een verlaten villa in een luxe badplaats in Centraal-Europa. Als zich een Duits regiment ter inkwartiering aandient, geeft hij zich uit voor de eigenaar van het huis en laat de benedenverdieping aan de Duitsers. Kort daarop keert de echte eigenaar met zijn echtgenote terug. De partizaan vermoordt beiden. Kort daarop komen partizanen in de villa en vermoorden de Duitsers.

### 'Paranoia'
Arnold Cleever bewoont vlak na de oorlog een zolderkamer aan de Amstel. Hij beeldt zich in een voortvluchtige SS'er te zijn. Zijn huisbaas, Gorraay, die beneden woont, is het huis aan het verbouwen en probeert Cleever uit zijn woning te zetten. Zijn vriendin Anna verneemt van haar vader dat Cleever helemaal geen SS'er is en zich maar wat inbeeldt. Cleever bracht de hele bezettingstijd op zijn huurkamer door. Hierop probeert Anna Cleever van zijn waan af te brengen, maar Cleever sluit haar op in het kolenhok. Op de overloop vindt hij een vuurwapen, waarmee hij Gorraay in de borst schiet als die hem uit de woning komt zetten. Daarna zet hij de woning in brand en springt uit het zolderraam.

## Geschiedenis
De novelle Het behouden huis, zonder twijfel Hermans' bekendste korte prozawerk, is ook altijd als zelfstandige uitgave beschikbaar geweest. Van de overige vijf werden alleen Preambule en Glas niet voorgepubliceerd. De bundel beleefde zestien drukken en werd in 2006 opgenomen in deel 7 van Hermans' Volledige werken. De verantwoording van de tekstgeschiedenis en tekstbezorging zijn door de bezorgers online beschikbaar gesteld.

## Verhalen
Veel van deze verhalen behoren tot de bekendste en meest bestudeerde van Hermans' korte prozawerken. Van Het behouden huis verscheen een analyse in het tijdschrift Merlyn, wat aan de bekendheid van het werk zal hebben bijgedragen. Manuscript is gebaseerd op Hermans' jeugd. In de volgende drie novellen speelt de oorlog een rol. Het behouden huis speelt in de oorlog, het titelverhaal en Glas niet lang erna. Lotti Fuehrscheim speelt zich af in de Verenigde Staten. Het is de eerste keer dat de naam van de filosoof Ludwig Wittgenstein in het werk van Hermans valt.

## Receptie
'Het zou mij niet verbazen,' besluit Hans van Straten zijn recensie in Het Vrije Volk, 'als Hermans naar aanleiding van zijn nieuwe boek eindelijk de erkenning kreeg, die hem al zo lang wordt onthouden.'
De Nijmeegse professor Kees Fens begeleidde een proefschrift over de bundel als geheel: G.F.H. Raat, De vervalste wereld van Willem Frederik Hermans (Huis aan de Drie Grachten, 1985). Deze studie deed een discussie ontbranden over de vraag of Preambule een inleidend essay of een verhaal is. Zie de links hieronder naar de bijdragen van Frans Ruiter (1987) en Ineke Bulte (1987).